# Bärhalde
Die Bärhalde ist mit einer Höhe von 1318,7 m ü. NHN der höchste Gipfel des nach Süden niedriger werdenden Bergzuges zwischen dem oberen Albtal und dem Schluchsee im Schwarzwald. Er liegt etwa zwei Kilometer nördlich des zu St. Blasien gehörenden Dorfes Menzenschwand und ebenso weit westlich von Altglashütten, dem Hauptort der Gemeinde Feldberg.

## Lage und Topographie
Die Bärhalde dominiert einen nach Osten und Süden verlaufenden Bergzug, der vom zentralen Hochgebiet des Südschwarzwalds um Feldberg (1493 m ü. NHN) und Herzogenhorn ausgeht. Der Berg fällt nach Westen 340 Meter steil ab zum obersten Talgrund der Menzenschwander Alb und nach Osten 260 Meter zum Talschluss des Haslachtals um Neuglashütten. Nach Norden fällt der Berg steil über die Wannenschrofen zum Kar der Wanne (auch Kanapee genannt) und zum Seebachtal ab. Der Gipfelbereich, ein 1,5 × 0,5 km² messendes, welliges Plateau mit drei Kuppen weist als Besonderheiten drei Hochmoorsenken auf, genannt die Hirschbäder, und eine kleine Längs-Talung mit kesselartigen Weitungen. Der gesamte Bergrücken ist, abgesehen von Mooren und Felskuppen, bewaldet.

## Gesteine und Böden

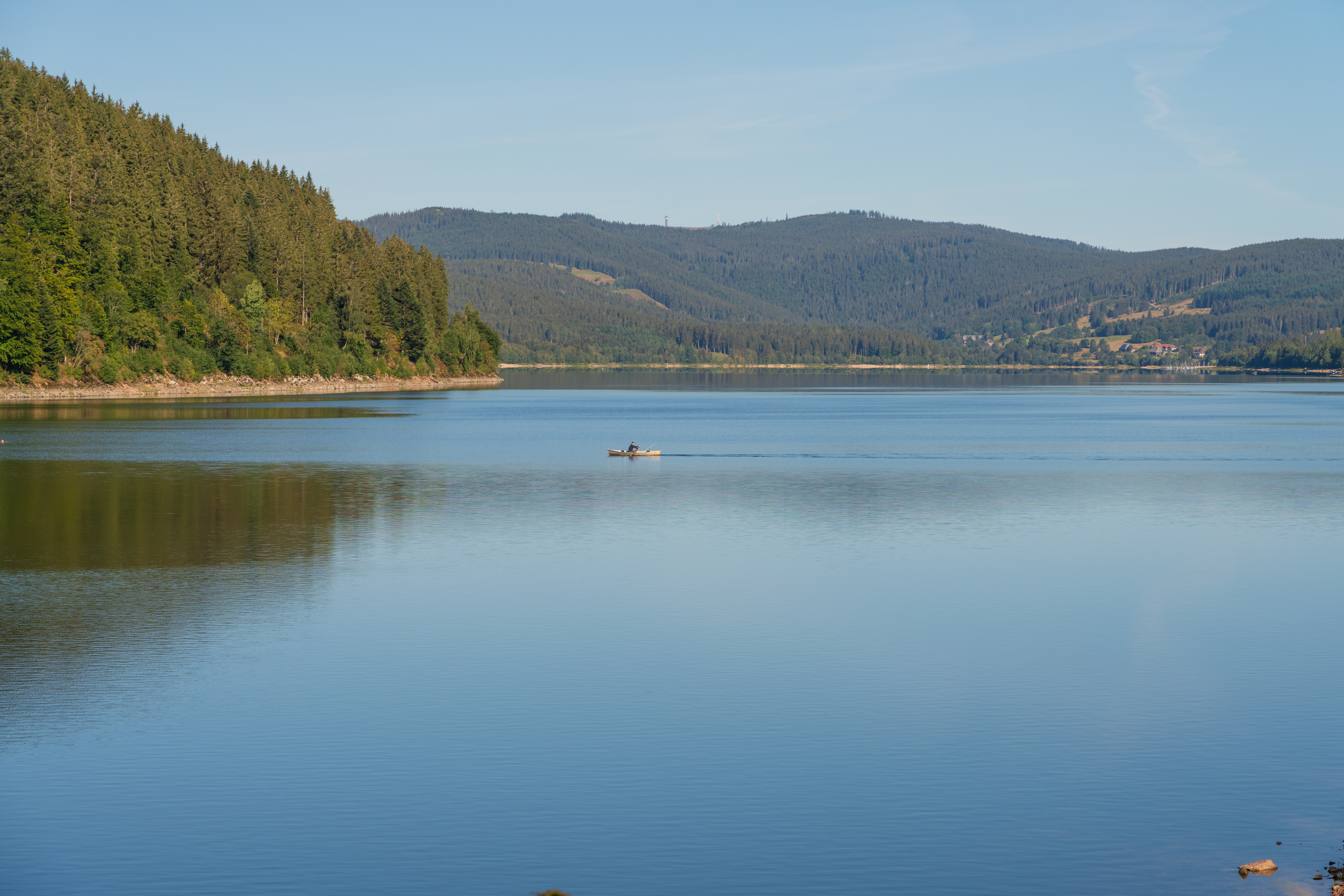
Die Bärhalde vom Schluchsee aus gesehen

Der Berg ist Namengeber des Bärhalde-Granits; dieser entstand durch die mit etwa 340 Millionen Jahren jüngste aller Schwarzwälder Granitintrusionen. Es entstand ein sehr grobkörniger Zweiglimmer-Granit (mit Biotit und Muskovit). Der Schwarzwald als Gebirge war dagegen noch vor ca. 40 Millionen Jahren nicht vorhanden.
Den Granitkörper durchziehen schwarmartig viele parallele Granitporphyr-Gänge in Abständen von 300 bis 600 Metern. Auf der Bärhalde folgt einer solchen Linie des Granitporphyrs das Gipfel-Längstal, wogegen dieser ansonsten Wände und Klippen bildet, besonders am Feldseekar. Diese gangförmigen Porphyr-Vorkommen sind wahrscheinlich gegen Ende der variszischen Gebirgsbildung entstanden, d. h. vor rund 320 Millionen Jahren.
Die Bärhalde ist während der Gebirgsbildung des Schwarzwalds zusammen mit dem Feldberg in einer Hochscholle besonders herausgehoben worden. Während der Vereisungen des gegenwärtigen Eiszeitalters ist die Bärhalde von der Eiskappe des Feldberggletschers nur selten überströmt worden, meist ragte sie noch soeben heraus. Im Osten fällt das Plateau an gratartiger Kante steil zu einem schmalen Karboden ab. 
Nach dem Abtauen des letzteiszeitlichen Feldberggletschers vor etwa 15.000 Jahren haben sich in den Kesselmooren des Gipfelplateaus drei Hochmoore mit maximalen Mächtigkeiten zwischen 4 und 6 Metern aufgewölbt, das größte kreisförmig mit 200 Metern Durchmesser. 

## Vegetation und Naturschutz
Das Gipfelplateau ist ein natürlicher Fichtenstandort, wogegen die Hänge Standorte eines hochmontanen Fichten-Tannen-Buchenwaldes sind, die Südhänge auch von Buchenwald.  Eine Besonderheit sind die Hochmoore, die nicht wie die meisten aus Torfmoosen entstanden sind, sondern aus Torfen aus Rasenbinsen bestehen. Sie haben subalpinen Charakter. Da die Moorbildung wohl erst nach der Ältesten Dryaszeit begonnen hat, wird vermutet, dass die Bärhalde bis ins Spätglazial vor etwa 11.800 Jahren von einer Firnkappe bedeckt war.
Die Bärhalde liegt innerhalb des großen Naturschutzgebietes Feldberg.

## Tourismus
Die Bärhalde ist als touristisches Ziel von geringer Bedeutung. Über die Bärhalde verläuft der Europäische Fernwanderweg E1. Von ihm aus ist ein Abstecher zum Aussichtspunkt Zweiseenblick möglich, von dem aus Titisee und Schluchsee erkennbar sind. Der Bergrücken mit der Bärhalde ist in das große Langlauf-Loipen-Netz um den Feldberg einbezogen.